# Will the Circle Be Unbroken?
«Will the Circle Be Unbroken?» — песня на слова Ады Габершон и музыку Чарльза Габриэля. Наибольшее распространение и признание получила в адаптации Эй Пи Картера.
Оригинальная композиция написана в 1907 году как церковный гимн с рассуждением о лучшей жизни после смерти и воссоединении семьи на Небесах. Будучи изданной годом позже в формате партитуры, она стала крайне популярной на мероприятиях христианских ривайвалистов. В 1913 году песню на грампластинке выпустил шотландский певец-евангелист Уильям МакЭван, а в 1920-е и начале 1930-х её записывали ансамбль Metropolitan Quartet, кантри-артисты Фрэнк и Джеймс МакКрэйви, Фрэнк Лютер и Карсон Робинсон, а также представители чёрного госпела — Rev. J. C. Burnett & His Quartet и Silver Leaf Quartet of Norfolk. Оригинальная партитура перешла в общественное достояние.
Позднее песню адаптировал музыкант и собиратель фольклора Эй Пи Картер. Изменив её название на «Can the Circle Be Unbroken (Bye and Bye)», он также переделал мелодию и сочинил абсолютно новый текст для куплетов, повествовавший теперь о скорбящем семействе, которое хоронит свою мать. Авторство композиции Картер, по обыкновению, приписал себе и оформил на неё права. Работа вышла в 1935 году как сингл его группы The Carter Family. Именно эта версия стала известной повсеместно и превратилась в стандарт. Последующие исполнители однако вернули ей исходное название «Will the Circle Be Unbroken?», под которым она преимущественно встречается с тех пор.
В дальнейшем композицию перепевали Рой Экафф, Хэнк Уильямс, The Monroe Brothers, Карл Перкинс, Джонни Кэш, Вилли Нельсон и многие другие. Наибольшую известность и признание среди пост-картеровских версий получила интерпретация прогрессивной кантри-группы Nitty Gritty Dirt Band, записанная в 1972 году при участии классиков жанра, прежде всего, Мейбелл Картер. Использованный The Carter Family переменный метр (трёхдольный и четырёхдольный) в более поздних прочтениях сменился на постоянные 4/4. Среди альтернативных вариантов названия песни иногда можно встретить такие как «Will That Circle Be Unbroken?», «Will the Circle Remain Unbroken?» или «My Family Circle».
С годами песня обзавелась рядом символических смыслов. Так, в рамках движения за права чернокожих она выражала надежды на лучшую жизнь после окончания борьбы. В качестве одной из самых известных и почитаемых кантри-песен, она стала гимном сохранения традиций жанра и преемственности между ветеранами и молодыми артистами. Фраза «Will the Circle Be Unbroken» золотыми буквами нанесена внутри ротонды Зала славы кантри, где висят портреты посвященных. Оригинальный сингл The Carter Family «Can the Circle Be Unbroken (Bye and Bye)» включён в Зал славы премии «Грэмми» (1998) и входит в список журнала Rolling Stone «100 величайших кантри-песен всех времён» (2014).

## История

### Партитура А. Габершон и Ч. Габриэля
Христианский гимн «Will the Circle Be Unbroken?» был написан в 1907 году. Музыку сочинил Чарльз Гэбриэль — уроженец штата Айова, создавший мелодии ещё для тысяч других гимнов, некоторые из которых он публиковал от своего имени, а часть под различными псевдонимами. Многие из его работ всё ещё распространены и в XXI веке, например, «His Eye Is on the Sparrow». В свою очередь слова принадлежали Аде Габершон, родом из Великобритании, где она впервые и начала писать тексты для гимнов. Многие из них поэтесса впоследствии делала специально для своего знакомого американского госпел-певца Чарльза МакКэлона Александра. Последний в 1908 году впервые опубликовал «Will the Circle Be Unbroken?» (в сборнике песен под названием Alexander’s Gospel Songs, изданном компанией Fleming H. Revell Company). За истечением срока действия авторского права эта оригинальная партитура Габершон и Габриэля перешла в общественное достояние.
Между тем, согласно музыковеду Ричарду Барнету, «Will the Circle Be Unbroken?» вероятнее всего является типичной для того десятилетия адаптацией текста и мелодических фраз традиционного гимна, предававшегося из уст в уста поколениями. Имея корни в сельских церквях, такие гимны сначала попадали в христианские тент-ривайвлы, а затем к городским авторам песен, превращавшим их в отполированные коммерческие композиции. Как правило они отражали перемены в США на рубеже веков в свете перехода от сельской и аграрной экономики к более урбанизированной. Поскольку большинство рабочих на фабриках крупных городов происходили из сельских общин, сентиментальные песни с религиозным посылом и знакомыми им госпел-мелодиями были тогда крайне популярны. Конкретно «Will the Circle Be Unbroken?» затрагивала вечный вопрос о том, будет ли на Небесах жизнь лучше, чем на земле и начиналась следующим куплетом и припевом:
«There are loved ones in the glory
Whose dear forms you often miss,
When you close your earthly story
Will you join them in their bliss?
Will the circle be unbroken
By and by, by and by?
Is a better home awaiting

In the sky, in the sky?»

### Ранние записи и первая популярность
Ранняя запись «Will the Circle Be Unbroken?» была сделана шотландским евангелистом Уильямом МакЭваном и выпущена лейблом Columbia в октябре 1913 года. Став столпом мероприятий христианских ривайвалистов, песня распространилась и в других областях. Так, ранние кантри-записи делали Фрэнк и Джеймс МакКрэйви (14 декабря 1927 года, а затем в 1930—1931 для Okeh и ряда других лейблов). Фрэнк Лютер и Карсон Робинсон записали её под названием «Will That Circle Be Unbroken» 26 июля 1928 года на Victor (под именем Bud Billings) и Bluebird (как Bud Billings & Carson Robison). Прочие кантри-версии вышли в 1930—1931 годах. Известный пышными «узким гармониями» вокальный ансамбль Metropolitan Quartet представил свой вариант на Edison Records (1927). Среди исполнителей чёрного госпела песню в ноябре 1928 года для Columbia записали Rev. J. C. Burnett & His Quartet, а в марте 1930 появилось прочтение от Silver Leaf Quartet of Norfolk.
Таким образом с момента появления «Will the Circle Remain Unbroken?» в 1908 году в виде партитуры, началась череда её интерпретаций разными артистами из кантри, фолка, госпела и рока — c годами менялся текст, аранжировки, иногда названия (вроде «Can the Circle Be Unbroken» или «Will the Circle Remain Unbroken?»). Помимо записей, было опубликовано ещё почти три десятка разных аранжировок для голоса и инструментов в формате партитур (например,150 Songs with Three Chords — коллекция, выпущенная Warner Bros.). Повсеместную известность однако получила версия The Carter Family, которая при этом была зарегистрирована отдельным копирайтом на Эй Пи Картера. Как отмечает в этом свете музыковед Джеймс Пероун, оригинальная партитура «Will the Circle Be Unbroken?» Ады Габершон и Чарльза Габриэля сегодня представляет интерес скорее из любопытства — настолько вездесущей стала картеровская адаптация.

### Адаптация Эй Пи Картера и The Carter Family
В 1935 году адаптацию «Will the Circle Be Unbroken?» сделал Эй Пи Картер из группы The Carter Family (одни из ранних суперзвёзд музыки кантри), который был знаменит тем, что находил и переделывал множество песен. Как правило он приписывал их авторство себе, но порой именно его варианты получали наибольшее признание — эта композиция не стала исключением ни в том, ни в другом аспекте. Как отмечает музыкальный журналист Колин Эскотт, хотя подход Картеров к авторскому праву порождает вопросы (с поправкой на эпоху в целом, Великую депрессию и давление продюсера Ральфа Пира), роль Эй Пи в создании этой версии, ныне ставшей повсеместно известной, определённо большая, чем простого аранжировщика, и если бы не он, многие подобные композиции оказались попросту утрачены.
По оценке музыковеда Чарльза Вульфа, песня служит хрестоматийным примером того, как Эй Пи мог сделать старую композицию («заурядный» госпел-гимн Ады Габершон и Чарльза Габриэля) привлекательной для новой аудитории. Сохранив припев, он сочинил новые куплеты, переименовал её в «Can the Circle Be Unbroken (Bye and Bye)», развернув действие сюжета на похоронах. Согласно музыковеду Джеймсу Пероуну, несмотря сходство ряда мотивов с музыкой Габриэля, в прочтении Картера принципиально иная мелодия (дальнейшие кавер-версии чаще всего использовали именно её). Более всего она напоминала ту, что Эй Пи применил в мае 1931 года для госпел-номера «Sunshine in the Shadows». Между тем его текст довольно близок к оригиналу Габершон по структуре и общей задумке.
История подаётся от лица одного из детей, оплакивающих умершую мать. По дороге на похороны тот просит водителя катафалка ехать помедленней, поскольку ему трудно с ней расставаться. Попутно он гадает, воссоединятся ли они когда-нибудь снова. Ответ даётся в припеве, обещающем счастливую жизнь на Небесах — семья не будет разлучена. Как отмечает музыковед Билл Малоун, именно эти молящие куплеты о матери, катафалке и похоронах сделали адаптацию Картера столь притягательной. Одновременно тема воссоединения с матерью имела особую пронзительность для самих Картеров из-за расставания Эй Пи и его жены Сары, покинувшей семью тремя годами ранее (далее они сохраняли рабочие отношения в рамках группы). В целом же песня укладывалась в базовые для The Carter Family ценности: священность дома, очага и материнской любви, сексуальная непорочность, необходимость твёрдой религиозной веры, естественность смерти и прочная надежда на то, что за ней лежит лучший мир, земной колонией которого является церковь. Первый куплет и припев в их версии выглядели так:
«I was standing by the window
On one cold and cloudy day
And I saw the hearse come rolling
For to carry my mother away
Can the circle be unbroken
By and by, Lord, by and by?
There's a better home awaiting

In the sky, Lord, in the sky»?
Впервые The Carter Family записали песню ещё 17 июня 1933 года в ходе сессий для лейбла Victor в городе Камден, штат Нью-Джерси, но компания по неясным причинам её не выпустила, а исходник затем оказался утрачен. Начав работать с American Record Corporation, группа записала композицию вновь и, как отмечает Вульф, с гораздо лучшими результатами — это была её первая версия в том виде, в котором она широко известна теперь. Трек демонстрировал фирменные вокальные гармонии The Carter Family, гитарные партии Мейбелл Картер и аккомпанемент на автоарфе от Сары. Последняя исполнила основную вокальную линию в куплетах, но её голос теперь звучал гораздо глубже, чем на ранних записях. Рекорд-сессия этой песни состоялась 6 мая 1935 года. Всего же за четыре дня Картеры тогда записали 40 композиций, получив за каждую по $ 75 и «Can the Circle Be Unbroken (Bye and Bye)» среди них продавалась лучше всех. В американском поп-чарте того времени сингл продержался неделю, поднявшись до строчки № 17 (24 августа 1935) и одновременно стал последним появлением группы в данном хит-параде. Впоследствии трек издавался и переиздавался ещё на 10 разных лейблах. Согласно эксперту по госпелу Билу Карпентеру, данная пластинка The Carter Family по продажам за годы преодолела отметку в миллион копий, став одним из самых продаваемых госпел-синглов всех времён.
Хотя песня с годами стала наиболее памятной классикой семейства, её изначальные продажи не могли сравниться с коммерческими успехами группы 1928—1930 годов на лейбле Victor. Как и многие их современники, Картеры испытали последствия Великой депрессии, даже несмотря на то, что уже являлись признанными первопроходцами молодой кантри-индустрии. В то же время их музыка послужила аккомпанементом для жизней многих других пострадавших от кризиса. Как отмечает писатель Эйс Коллинс, композиция нашла сильный отклик у терпевших в этот период невзгоды сельских жителей Аппаллачи, которые «прильнули к ней словно персональному символу веры». Быстро превратившись в один из самых популярных похоронных гимнов, песня, по словам Коллинза, отвечала искренним эмоциям подобных моментов как немногие другие. Кроме того, согласно Малоуну, на фоне развода Эй Пи и Сары, пение трио выражало «болезненное осознание распада семьи» — чувство, которое многие их слушатели «знали слишком хорошо, но хотели забыть». Как отмечает фольклорист Уэнс Рэндольф, композиция также была широко почитаема у певцов из числа Пятидесятников в штатах Миссури и Арканзас. В итоге сила её исполнения и посыла (грусть о смерти любимого человека в сочетании с верой, что он отправился в лучший мир, и знанием, что семья будет неразлучна) сделали песню актуальной на годы вперёд.

### Особенности эволюции после версии Картера
В конечном счёте «Can the Circle Be Unbroken (Bye and Bye)» The Carter Family стала общепринятой, но не последней версией песни. Как отмечает музыковед Билл Малоун, в дальнейшем её хотя бы время от времени исполнял почти каждый кантри-артист: от самого семейства Картеров до Вилли Нельсона. Тем не менее, когда в 1940-е годы её пели Хэнк Уильямс и Рой Экафф, они снова вернули слово «will» вместо картеровского «can» в название и припев — именно такой вариант и закрепился с тех пор. Однако во всём остальном, как отмечает музыковед Чарльз Вульф, композиция осталась верна адаптации Эй Пи Картера. По тому же принципу ещё в 1936 году её записали Билл и Чарли Монро, а когда десятью годами позже свою версию представила кантри-госпел группа Brown’s Ferry Four, песня являлась уже признанным стандартом. Вместе с тем, например, в саундтреке к видеоигре Bioshock infinite она появилась не только под оригинальным названием, но и с первоначальным текстом 1907 года (как дуэт Троя Бейкера и Кортни Дрейпер, а также хоральный вариант, в котором солирует Моурин Мёрфи). В этой связи отсутствие в припеве слова «Господь», привычного по версии Картера, вызвало недоумение части общественности, не знакомой с исходником Ады Габершон.
Тем не менее после варианта The Carter Family песня встречалась под названием «Will the Circle Be Unbroken?» не всегда. Например, в 1938—1939 годах ансамбли Fisher Hendley & His Aristocratic Pigs и The Rouse Brothers записывали её как «My Family Circle». Кроме того, в то время как оригинальный вариант «Can the Circle Be Unbroken (Bye and Bye)» исполнялся с переменным метром (четырехдольным и трёхдольным), в более поздних интерпретациях артисты меняли его на постоянные 4/4 — такой подход за годы применялся множеством кантри- и фолк-исполнителей и с тех пор является наиболее распространённым при прочтении картеровской версии. В 1968 году кантри/рокабилли-артист Карл Перкинс сочинил композицию «Daddy Sang Bass», включавшую припев из версии Эй Пи Картера, а в следующем году Джонни Кэш сделал её хитом № 1 в Hot Country Songs, который звучал и в радиоформате Top 40. Наконец, в 1972 году молодые на тот момент кантри-рокеры из группы Nitty Gritty Dirt Band начали цикл альбомов Will the Circle Be Unbroken, записывая песню с приглашёнными кантри-звёздами старшего поколения — как символ преемственности традиций. В 1989 году коллектив сочинил для неё новый (пятый) куплет, отдававший почести Мейбелл Картер.

### Версии и цикл альбомов Nitty Gritty Dirt Band
Став известной кантри-песней благодаря записям The Carter Family и Роя Экаффа, «Will the Circle Be Unbroken» получила ещё более широкое признание через одноимённый альбом группы Nitty Gritty Dirt Band 1972 года. На данном релизе ансамбль хотел продемонстрировать преемственность своей прогрессивной разновидности кантри с музыкой The Carter Family и их современников. С этой целью ансамбль пригласил в студию одних из наиболее известных представителей традиционной школы жанра, в том числе саму Мейбелл Картер. Кульминацией работы стало коллективное исполнение «Will the Circle Be Unbroken». Помимо группы и Мейбелл Картер, в куплетах и массивном припеве на этом треке спели Джимми Мартин и Рой Экафф, а также сыграли Эрл Скраггс, Док Уотсон и Мерл Трэвис. Согласно обозревателю портала Allmusic, Мэттью Гринвальду, результатом стал своеобразный «блюграсс-спиричуэлс», иллюстрирующий «непререкаемую силу единения и семейных уз», в котором «любовь, смертность, рождение, жизнь и кончина — все вместе предстают как нечто благодатное», что неизбежно трогает слушателя.
Исполнять эту песню большим ансамблем придумал Леон Рассел, сделав её аранжировку для Джо Кокера и участников его гастролей Mad Dogs & Englishmen Tour (1970), чтобы те могли разогреться в костюмерной перед концертами. И хотя эта версия (попавшая в одноимённый с туром фильм), как отмечает Гринвальд, «восхитительна», именно прочтение Nitty Gritty Dirt Band стало определяющим. По оценке музыковеда Ричарда Барнета, новаторская рок-группа привлекла к знаменитой композиции Катеров больше внимания, чем кто-либо. В свою очередь музыкальный журналист Билл Фрискикс-Уоррен подчёркивает, что собрав вместе несколько поколений певцов и инструменталистов, ансамбль наглядно воплотил символическую трактовку «Will the Circle Be Unbroken?» как песни о преемственности и непрерывности кантри-традиций (см. раздел «Символическое значение»). Согласно литературоведу Барбаре Чин, оформление альбома подразумевало, что «круг будет неразрывен» благодаря музыке на (круглой) грампластинке, а подпись на обложке под круглым же портретом Роберта Эдварда Ли, гласила: Music forms a new circle (с англ. — «музыка создаёт новый цикл»).
Таким образом впоследствии проект получил два продолжения. Вторая часть вышла в 1989 году под названием Will the Circle Be Unbroken, Volume Two, получив CMA Awards в номинации «Альбом года». Пластинка ещё сильнее закрепляла связь современного прогрессивного кантри и семейства основоположников жанра. Работа посвящалась Мейбелл Картер, скончавшейся в 1978 году, и была записана в том числе при участии её дочерей (Джун, Аниты и Хелен), а также Джонни Кэша и Розанны Кэш. При этом заглавная композиция пополнилась новым (пятым) куплетом, в котором участники проекта хором пропевали, что исполняют песни, которым их «научила Мама Мейбелл». Фотография последней сменила на обложке изображение генерала Ли, а подпись на этот раз предрекала: The circle will continue (с англ. — «цикл будет продолжен»). Таким образом третий альбом, Will the Circle Be Unbroken, Vol. III, увидел свет в 2002 году — с заключённым в круг незамысловатым изображением Мейбелл на обложке, и, как прежде, с членами её семьи в числе участников записи, теперь одной Джун Картер. К тому моменту естественным образом произошла смена ролей — теперь сами члены Nitty Gritty Dirt Band были ветеранами и принимали на альбоме молодых артистов.
Основные вокальные партии партии в песне «Will the Circle Be Unbroken» на первом, втором и третьем альбомах цикла исполнили:
- 1972 — Мейбелл Картер (первый и четвёртый куплет) Джимми Мартин (второй куплет), Рой Экафф (третий куплет)
- 1989 — Джонни Кэш (первый куплет), Рой Экафф (второй куплет), Рики Скэггс (третий куплет), Левон Хелм и Эммилу Харрис (четвёртый куплет), Nitty Gritty Dirt Band — Джимми Ибботсон, Джефф Ханна и Боб Карпентер (пятый куплет)
- 2002 — Тадж Махал (вся песня), Элисон Краусс (второй куплет), Nitty Gritty Dirt Band — Джефф Ханна, Джимми Ибботсон и Боб Карпентер (третий куплет), Док Уотсон (четвёртый куплет)

## Символическое значение

### В музыке кантри и блюграссе
В кантри «Will the Circle Be Unbroken?» превратилась, стала гимном, чествующим значение традиций. Трактовка проистекает из полемики, возникшей ещё на заре жанра и не утихающей с тех пор. Уже с конца 1920-х годов каждый новый стиль кантри олицетворял для строгих пуристов смерть этой музыки в её прежнем виде. Так воспринималось коммерческое и энергичное звучание струнных ансамблей Анкл Дейва Мэйкона, затем фиглярство Роя Экаффа и его современников по Grand Ole Opry, следом грубый хонки-тонк Хэнка Уильямса с песнями об изменах и пьянстве, далее подростковый рок-н-ролл Элвиса Пресли. Появивашийся вскоре Нэшвилл-саунд и вовсе критиковался как продажа всей музыки кантри — история повторялась с лёгким дискотечным urban cowboy и драйвовым «новый кантри» Гарта Брукса и Шанайи Твейн. Записанный The Carter Family похоронный гимн, выражавший как сомнения в жизни после смерти, так и надежду на неё, с годами начал символизировать ключевые аспекты этой дискуссии.
Семейный круг из песни стал метафорой традиции кантри в широком смысле; тело матери в катафалке — наследия Картеров и их современников; неуверенность в жизни после смерти — опасений утраты традиций; тезис о лучшем доме в Небесах — веру в их продолжение в будущем. Как отмечает музыкальный журналист Билл Фрискикс-Уоррен, подобный диалектический импульс вытекает из творчества самих Картеров создавших новаторскую гитарную технику (thumb brush Мейбелл Картер) и в то же время переосмыслявших старинные аппалачские баллады, найденные Эй Пи Картером. Прослеживается он и у последователей трио, считавших себя частью общей цепи, каждое новое звено которой закаляет её в равной степени — одновременно цепляясь за традиции и продолжая их. В этой же логике Картеры стали иконами движения альт-кантри — как символы традиций, семейной преемственности и взгляда в будущее. Яркой иллюстрацией данной концепции является альбом Nitty Gritty Dirt Band Will the Circle Be Unbroken (1972), на котором группа собрала несколько поколений кантри-певцов и музыкантов, включая Экаффа, Эрла Скраггса и саму Мейбелл, чтобы утвердить свою веру в преемственность традиций между «старичками» и теми молодыми артистами, кого тогда воспринимали как «хиппи».
В то же время круг, о котором поётся в песне, параллельно ассоциируется с деревянным фрагментом соответствующей формы на сцене зала Grand Ole Opry House. Этот кусок вырезан из оригинальных подмостков старинного Ryman Auditorium (он же «Материнская церковь кантри»), и на него ступает каждый молодой кантри-артист, начинающий карьеру в Grand Ole Opry. Символическое значение композиции проявилось и по итогам масштабного наводнения, случившегося в Нэшвилле весной 2010 года. После нескольких месяцев реставрации здания Grand Ole Opry House, участники шоу отметили возвращение на сцену коллективным исполнением «Will the Circle be Unbroken?». Большой хор включал кантри-звёзд разных поколений, иногда с разницей в возрасте больше полувека (например, в случае Литтл Джимми Диккенса и Брэда Пейсли). Видеозапись этого выступления с тех пор демонстрируется на экране перед подъёмом занавеса на каждом шоу. Фраза «Will the Circle be Unbroken» также золотыми буквами нанесена на внутренней окружности ротонды Зала славы кантри, в которой выставлены бронзовые портреты-барельефы посвященных исполнителей, а на внешней гранитными плитами выложена стилизованная нотная транскрипция этой песни в адаптации The Carter Family.

### В движении за права чернокожих
Как отмечает музыковед Ричард Барнет, простой текст «Will the Circle Be Unbroken?» с рассуждением о лучшей жизни после смерти логичным образом пробуждал знакомые эмоции у афроамериканцев, долгое время терпевших невзгоды из-за исторически сложившихся предубеждений и угнетения. Однако ещё их предки, будучи рабами, верили, что могут рассчитывать на лучшую участь, если не в течение земной жизни, то на том свете определённо. Аналогичный посыл в композиции оказался настолько близок многим афроамериканцам, что начал ассоциироваться с борьбой за гражданские права чернокожих на Юге США.
В этом свете, например, завоевавший премию Пибоди цикл передач National Public Radio, посвящённый данной теме, получил название Will the Circle Be Unbroken? An Audio History of the Civil Rights Movement (1997). Сегодня лейтмотив песни — рассуждение о лучшей жизни в будущем — остается метафорой движения за гражданские права в целом. Помимо этого, для спиричуэлсов также были характерны аналогии между тяготами библейских персонажей вроде Давида или Моисея и американских рабов. Схожие параллели композиция «Will the Circle Be Unbroken?» пронесла через весь XX век.

## Награды и признание
«Will the Circle Be Unbroken?» является одной из самых знаменитых кантри-песен. Она же стоит в числе наиболее часто записываемых песен в США вообще. Сингл The Carter Family «Can the Circle Be Unbroken (Bye and Bye)» включён в Зал славы премии «Грэмми» (1998). Журнал Rolling Stone поставил его на строчку № 21 в своём списке 100 Greatest Country Songs of All Time (2014), описав как «волнующее, стоическое, внеконфессиональное выражение коллективной скорби перед лицом смерти», со временем превратившееся в «движимый гармоническим пением кросс-жанровый стандарт на похоронах и повсюду — в госпеле, фолке, кантри и кантри-роке», выделив и более позднюю «новаторскую» и «знаменитую» версию 1972 года, записанную группой Nitty Gritty Dirt Band при участии Мейбелл Картер.
Прочтения The Carter Family и Nitty Gritty Dirt Band под общим названием «Will the Circle Be Unbroken» и в качестве «гимна традиционным влияниям в музыке кантри» попали также на строчку № 36 в списке-сюжете 100 Greatest Song of Country Music (2003) кантри-телеканала CMT. Британский журнал NME поместил вариант Картеров в свой перечень The 25 Best Country Music Songs of All Time на правах «фирменной песни» группы, ставшей одновременно «чем-то вроде собственной музыкальной темы музыки кантри», которая остается «настолько же значимой сегодня, насколько она была в прошлом». В составленном газетой Tennessean списке The 100 Best Country Music Songs of All Time песня фигурирует как «воодушевляющее воззвание к музыке кантри, которое доносится со сцены по сей день».

## Оригинальный текст
Исходный текст песни «Will the Circle Be Unbroken?» авторства Ады Габершон, опубликованный в сборнике партитур Alexander’s Gospel Songs (1908). Перешёл в общественное достояние (в отличие от более поздних текстов, которые по-прежнему защищены копирайтом).
There are loved ones in the glory
Whose dear forms you often miss,
When you close your earthly story
Will you join them in their bliss?
Припев:
Will the circle be unbroken
By and by, by and by?
Is a better home awaiting
In the sky, in the sky?
In the joyous days of childhood,
Oft they told of wondrous love
Pointed to the dying Saviour,
Now they dwell with Him above.
(Припев)
You remember songs of heaven,
Which you sang with childish voice,
Do you love the hymns they taught you,
Or are songs of earth your choice?
(Припев)
You can picture happy gath’rings
Round the fireside long ago,
And you think of tearful partings,
When they left you here below.
(Припев)
One by one their seats were emptied,
One by one they went away,
Now the family is parted,
Will it be complete one day?
(Припев)